# Пирр III
Пирр III — царь древнего Эпира, из рода Пирридов, правивший около 234 года до н. э.
Пирр III был сыном Птолемея Эпирского. Пирр считается последним представителем рода Пирридов, так как он не оставил после себя мужского потомства. После его смерти царскую власть в Эпире наследовала его дочь Деидамия. Умирая, она завещала власть народу. Однако после того, как у эпиротов установилась демократия, они вскоре пришли к полной анархии и были завоеваны иллирийцами.